# Olympische Sommerspiele 1992/Teilnehmer (Singapur)
| Gelbes Symbol für Goldmedaillen mit stilisierten Olympischen Ringen | Graues Symbol für Silbermedaillen mit stilisierten Olympischen Ringen | Braundes Symbol für Bronzemedaillen mit stilisierten Olympischen Ringen |
| ------------------------------------------------------------------- | --------------------------------------------------------------------- | ----------------------------------------------------------------------- |
| —                                                                   | —                                                                     | —                                                                       |

Singapur nahm an den Olympischen Sommerspielen 1992 in Barcelona mit einer Delegation von 14 Athleten (elf Männer und drei Frauen) an 26 Wettkämpfen in sechs Sportarten teil. Es konnten dabei keine Medaillen gewonnen werden.

## Teilnehmer nach Sportarten

### Badminton
| Männer - Koh Leng Kang Einzel: 1. Runde Doppel: 1. Runde - Hamid Khan Einzel: 2. Runde Doppel: 1. Runde | Frauen - Zarinah Abdullah Einzel: 2. Runde |

### Fechten
- Tan Ronald
Florett, Einzel: 58. Platz
Degen, Einzel: 65. Platz

- Wong James
Florett, Einzel: 57. Platz
Degen, Einzel: 50. Platz

### Judo
Männer
- Ho Yen Chye
Schwergewicht: 21. Platz

### Schießen
- Ch`ng Seng Mok
Trap: 48. Platz

### Schwimmen
| Männer - Desmond Koh 200 Meter Brust: 32. Platz 200 Meter Lagen: 31. Platz - Gary Tan 200 Meter Rücken: 38. Platz 100 Meter Schmetterling: 51. Platz 200 Meter Schmetterling: 37. Platz 200 Meter Lagen: 40. Platz 400 Meter Lagen: 21. Platz - Kenneth Yeo 50 Meter Freistil: 56. Platz 100 Meter Freistil: 56. Platz 200 Meter Freistil: 39. Platz 400 Meter Freistil: 43. Platz | Frauen - May Ooi 50 Meter Freistil: 46. Platz 200 Meter Freistil: 36. Platz 400 Meter Freistil: 32. Platz 100 Meter Schmetterling: 34. Platz 200 Meter Schmetterling: 32. Platz 200 Meter Lagen: 36. Platz 400 Meter Lagen: 30. Platz - Joscelin Yeo 50 Meter Freistil: 34. Platz 100 Meter Freistil: 33. Platz 200 Meter Freistil: 28. Platz 400 Meter Freistil: 28. Platz 100 Meter Schmetterling: 31. Platz 200 Meter Lagen: 33. Platz |

### Segeln
Männer
- Chan Joseph & Siew Shaw Her
470er: 34. Platz